# Шемет, Николай Михайлович
Николай Михайлович Шемет (укр. Мико́ла Миха́йлович Ше́мет; 1882, хутор Александровка Лубенского уезда Полтавской губернии — 1917) — украинский общественно-политический деятель, журналист, редактор. Активный участник украинского национального движения, один из основателей Украинской народной партии (1902).

## Биография
Из дворян. Потомок старинного литовского шляхетского рода Шемет-Кежгайло. Полтавский помещик. Брат украинских общественно-политических деятелей Сергея Михайловича и Владимира Михайловича Шеметов.
По окончании Лубенской гимназии обучался на экономическом отделении Санкт-Петербургского политехнического института (ЦГИА СПб ф.478 оп.3 д.7485) и на юридическом факультете Киевского университета св. Владимира.
Один из основателей и деятельных членов Украинской народной партии (1902). Псевдоним — Михайленко.
Находился под надзором полиции ввиду «неблагонадежного поведения».
Преследовался царскими властями. В конце 1906 года привлечён к уголовной ответственности за незаконное хранение запрещенных изданий. Находился также под военно-полевым судом в деле организации военного восстания в Лубнах. В 1909 году был оправдан при пересмотре дела судом. Адвокатом на суде был Николай Михновский. Политические репрессии вынуждали его некоторое время находиться в эмиграции в Швейцарии, Австрии, Франции.
Издавал и перевозил нелегальную литературу из Львова в Надднепрянскую Украину. С начала революции 1905—1907 годов энергично способствовал изданию украиноязычной прессы, вместе с братьями в ноябре-декабре 1905 года издавал первую в Российской империи политическую газету на украинском языке «Хлiбороб», став её фактическим редактором и одним из основных авторов.
В 1906 году в Екатеринославе издавал сборник «Запорожье».
В конце 1917 года покончил жизнь самоубийством.